# Browning Arms Company
Browning Arms Company är en vapentillverkare grundad 1927 av John Browning i Utah, USA. Bland de första vapen John Browning utvecklade var pistolen FN M1903, som licenstillverkades i Sverige som Pistol m/07. Browning tillverkade även den amerikanska BAR M1918 som bland annat användes i andra världskriget. Företaget har också samarbetat med FN (Fabrique Nationale).